# 엠마우스 페스트
엠마우스 페스트(아랍어: طاعون عمواس)는 639년 팔레스타인의 엠마우스에서 발생한 페스트 유행병이다. 엠마우스는 221년 로마 황제 엘라가발루스에 의해 재건되어 니코폴리스라고 불리었는데, 이때 정통 칼리파조의 군대가 정복하고 군사기지를 세웠다. 그리고 그 직후 페스트가 들이닥쳤다.
이 페스트 유행은 무슬림 문헌에 매우 상세한데, 무함마드의 동료들 중 유력한 이들이 이때 많이 죽었기 때문이다. 사망자는 2만 5천 명 정도로 추산되며, 6세기의 범유행인 유스티니아누스 페스트에 이어 발생한 6, 7, 8세기 페스트의 연장선으로 생각된다.